# McDonnell Douglas

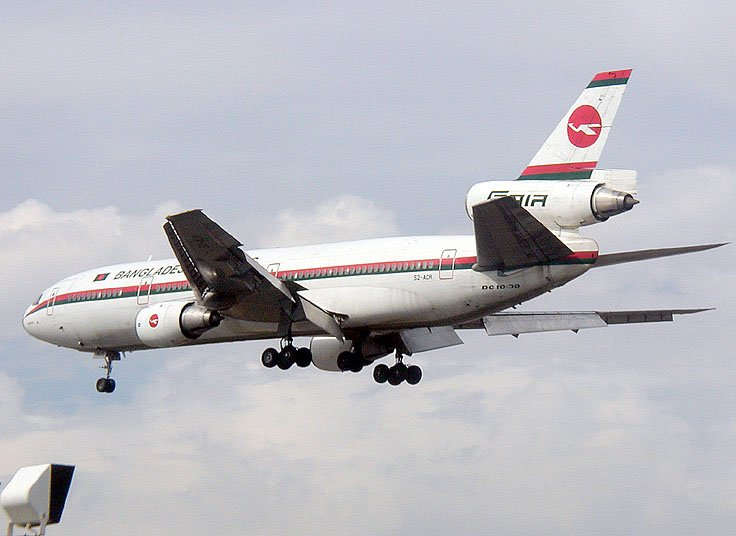
McDonnell Douglas DC-10 von Biman Bangladesh Airlines

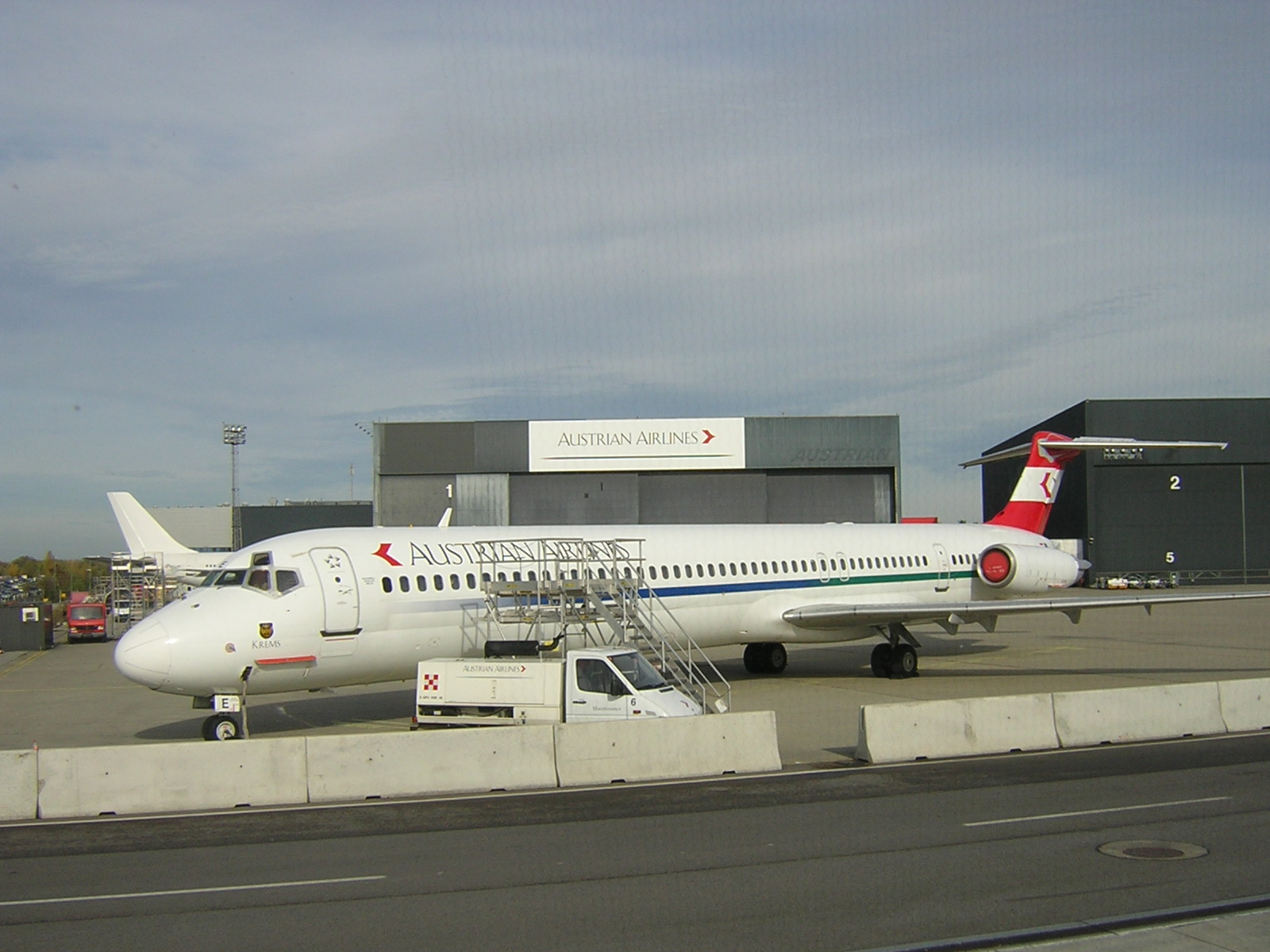
MD-83 der Austrian Airlines. Im Juni 2005 wurde die letzte MD-80 der Austrian ausgemustert.

McDonnell Douglas war bis zur Fusion mit Boeing im Jahr 1997 einer der weltweit größten Hersteller ziviler und militärischer Flugzeuge mit Hauptsitz in St. Louis im US-Bundesstaat Missouri.

## Geschichte
McDonnell Douglas ging 1967 aus einer Fusion der beiden Firmen McDonnell Aircraft Corporation und Douglas Aircraft Company hervor. Douglas war auf dem Markt für Zivilflugzeuge aktiv, litt aber unter schlechter Liquidität, während sich das zu diesem Zeitpunkt auf militärische Produkte fokussierte Unternehmen McDonnell durch den Zusammenschluss eine Ausweitung seiner kommerziellen zivilen Geschäfte erhoffte. Das neue Unternehmen führte die Produktion von Militärflugzeugen, Raketen sowie Zivilflugzeugen fort. 1974 kam die F-15 Eagle und 1975 die F/A-18 Hornet auf den Markt. Raketenmodelle waren AGM-84 Harpoon, der Marschflugkörper BGM-109 Tomahawk und die Delta-Trägerraketen. Das erste gemeinsame zivile Flugzeug war das dreistrahlige Großraumflugzeug DC-10.
Die Ölkrise der 1970er traf die gesamte Luftfahrtindustrie. Auch McDonnell Douglas litt darunter und versuchte, durch Diversifikation die Folgen zu mildern. 1984 übernahm McDonnell Douglas die Firma Hughes Helicopters, die heute als Subunternehmen unter MD Helicopters firmiert. Nachdem der Konkurrent Boeing 1996 die Geschäftsfelder Militär- und Weltraumtechnik der bis 1967 eigenständigen North American Aviation von Rockwell International kaufte, fusionierten 1997 McDonnell Douglas und Boeing. Unter dem Namen McDonnell Douglas sowie den bis dahin verwendeten Typenbezeichnungen MD und DC werden seit der Fusion mit Boeing keine Flugzeuge mehr gebaut.
Die kommerzielle Flugzeugproduktion am Standort Long Beach in Kalifornien wurde am 23. Mai 2006 mit der Auslieferung der letzten beiden Maschinen vom Typ Boeing 717 eingestellt.

## Zivile Flugzeuge
- DC-10
- MD-11 (Weiterentwicklung der DC-10)
- MD-80/MD-90 Familie (MD-81/82/83/87/88/90, Weiterentwicklungen der DC-9)
- MD-95 (Weiterentwicklungen der DC-9, umbenannt in Boeing 717-200)
- Douglas 2229 (Projekt wurde nie realisiert)
- DC-9-10/20/30/40/50

## Militärflugzeuge

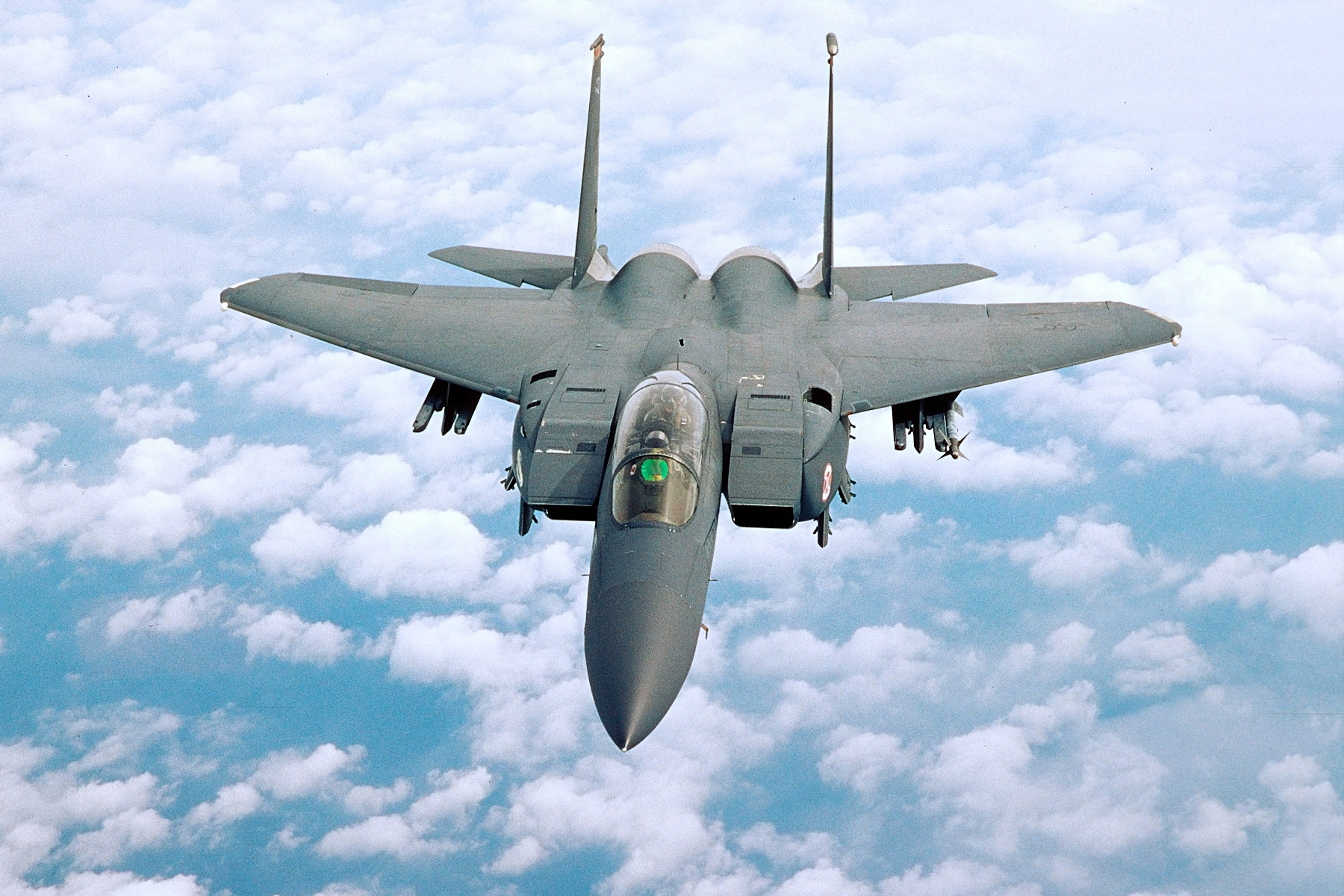
McDonnell Douglas F-15E Strike Eagle der US Air Force

- McDonnell Douglas F-4 Phantom II
- C-17 Globemaster III
- F-15 Eagle, Strike Eagle

- F/A-18 Hornet, Super Hornet
- KC-10 Extender
- Douglas SBD

## Hubschrauber
- AH-64 Apache
- MD 500
- MD 600N
- MD 901/902/902 Explorer